# Autobahnkreuz Bliesheim
Autobahnkreuz Bliesheim (AK Bliesheim, Kreuz Bliesheim) – węzeł drogowy na skrzyżowaniu autostrad A1, A61 i A553 w kraju związkowym Nadrenia Północna-Westfalia. Nazwa węzła pochodzi od dzielnicy miasta rzeki Erftstadt.
| Z                  | Do                    | Średnie dzienne natężenie ruchu |
| ------------------ | --------------------- | ------------------------------- |
| AS Erftstadt (A 1) | AK Bliesheim          | 83 900                          |
| AK Bliesheim       | AS Euskirchen (A 1)   | 40 600                          |
| AK Bliesheim       | AS Weilerswist (A 61) | 57 100                          |
| AK Bliesheim       | AS Brühl-Süd (A 553)  | 25 800                          |